# Gastrodia lacista
Gastrodia lacista ist eine in Südaustralien beheimatete, blattgrünlose Pflanzenart aus der Familie der Orchideen (Orchidaceae).  

## Merkmale
Gastrodia lacista ist eine blattlose Pflanze, hat die Photosynthese aufgegeben und bildet dementsprechend kein Chlorophyll mehr. Stattdessen lebt sie myko-heterotroph von einem Pilz. Das fleischige, knollenähnliche Rhizom gab der Pflanze ihren englischen Trivialnamen „Potato Orchid“ („Kartoffelorchidee“).
Der blattlose Blütenstängel ist 25 bis 50 Zentimeter hoch. An ihm stehen fünf bis dreißig röhrenförmige, nickende Blüten, Blütezeit ist von November bis Anfang Januar. Die glockenförmigen Blüten sind 10 bis 20 Millimeter lang, rund 6 Millimeter breit, außen blassbraun und innen weiß mit einem gelben Schlundfleck. Die Kronblätter sind an den unregelmäßigen Rändern leicht verdickt, das Labellum ist weiß.

## Verbreitung, Habitat, Botanische Geschichte
Die Art ist im Südwesten Western Australias an der Küste zwischen Bunbury und Albany beheimatet. Sie gedeiht mit kühlen bis kalten Temperaturen in sandigen Lehmböden in niederschlagsreichen Wäldern, vergesellschaftet mit Kasuarinengewächsen, Eucalyptus marginata, Eucalyptus diversicolor und Eucalyptus jacksonii.
Gastrodia lacista wurde 1991 von David Lloyd Jones in Australian Orchid Research Band 2, Seite 64 erstbeschrieben.